# قائمة النساء في الطابق التراثي
توثق هذه القائمة جميع النساء الـ 999 الأسطوريات والتاريخيات اللواتي تم عرضهن على البلاط الأبيض المصنوع يدوياً في طابق التراث كجزء من تركيب فني لحفلات العشاء في جودي شيكاغو (1979). تظهر الأسماء كما لو كانت مكتوبة على الأرض. منذ عام 2007، تم التثبيت في معرض دائم في مركز اليزابيث ساكلر للفن النسائي في متحف بروكلين، نيويورك.
هذه قائمة قابلة للفرز. انقر على رؤوس الأعمدة لإعادة الترتيب.
| الاسم              | تاريخ الولادة                           | موقع                | المجموعة (تحديد المكان ذي الصلة) | ملاحظات |
| ------------------ | --------------------------------------- | ------------------- | -------------------------------- | --- |
| أبيلا من ساليرنو   | 1350                                    | ساليرنو             | تروتولا                          | تدريس الطب العام في المدرسة الطبية الساليرنية، وهي من أوائل المدارس الطبية في أوروبا. تخصصت في علم الأجنة، ونشرت دراستين.                                                                                             |
| الوصيفة            | 965 ق.م                                 | اسرائيل             | جوديث                            | أقدم امرأة مسالمة في سجل الكتاب المقدس. تحدّ زوجها مستقبل الملك داود وتجنب الحرب، ذهبت خلف ظهر زوجها وأعدت طعامًا لداود، من أجل الحفاظ على السلام. توفي زوجها من صدمة تصرفاتها، وكانت تذهب لتصبح الزوجة الثالثة لديفيد. |
| أبيجيل آدامز       | 1744م                                   | ماساتشوستس          | آن هاتشينسون                     | داعية إلغاء عقوبة الإعدام، وداعية تعليم المرأة، وشخصية سياسية مؤثرة. |
| إديلا نورماندي     | 1067                                    | فرنسا               | يانور آكيتاين                    | شارك زوجها ستيفن هنري في الحملة الصليبية الأولى. |
| أديلا زاموديو      | 1854                                    | كوتشابامبا, بوليفيا | فرجينيا وولف                     | شاعرة والمفكرة ومؤسسة الحركة النسوية البوليفية. |
| أديلايد            | 931                                     | فرنسا               | ثيودورا                          | امبراطورة من الإمبراطورية الرومانية المقدسة. |
| أديلايد لابيه جيار | 1749                                    | فرنسا               | ارتيسيا غينتيلتشي                | رسامة، عضو أكاديمي في أكاديمية رويال، داعية لتعليم المرأة. |
| أديلايد سوسا       | 1016                                    | إيطاليا             | اليانور آكيتاين                  | محسنة، وريثة.كما قادت جيشا للدفاع عن تورينو. |
| اديلبرغر           | القرن الثامن                            | إيطاليا             | تروتولا                          | طبيبة، عضو في نقابة المعالجين العلمانيين.ابنة ديسيديريوس ملك اللومبارد الذي حارب شارلمان. تتوفر معلومات قليلة أو معدومة عن الطبيبة أدلبرغر.                                                                           |
| اديهيد بوب         | 1869                                    | فينا، أستراليا      | سوزان أنطوني                     | زعيمة الحركة النسائية الاشتراكية النمساوية، خدمت في الحكومة النمساوية. |
| ايليا اودوكيا      | 400                                     | أثينا. بيت المقدس   | ثيودورا                          | كانت سياسية، شاعرة، مسيحية أرثوذكسية قاتلت من أجل حماية اليهود والوثنيين. |
| آليا إيودوكسيا     | 380                                     | القسطنطينية         | ثيودورا                          | كانت إمبراطورة بيزنطة التي أثرت في العمل السياسي لزوجها، الإمبراطور أركاديوس. |
| إيميليا هيلاريا    | 300                                     | بلاد الغال          | هيباتيا                          | شاعرة وطبيبة، رفضت الزواج لأنه كان عائقًا أمام مسيرتها المهنية.كتبت كتبًا عن أمراض النساء والتوليد. |
| ويتيلبورغ ويسيكس   | 673                                     | إنجلترا             | ثيودورا                          | ملكة ويسيكس إلى جانب زوجها الملك إني من ويسيكس. خاضت معارك جنبا إلى جنب مع إني، في عام 728 تخلوا عن التاج لأخاها وعاشوا بين الفقراء في روما.                                                                          |
| إيثيلبيرت          | 614                                     | إنجلترا             | روسفيذا                          | ابنة بيرثا من كينت. بعد وفاة زوجها الملك إدوين ملك نورثمبريا، أسّست أول دير للرهبنة البندكتية في إنجلترا. |
| ثيلفلد             | 869                                     | إنجلترا             | ثيودورا                          | قادت القوات ضد فايكنج. بعد وفاة زوجها، أصبحت الحاكم الوحيد لمرسيا. |
| أغاثا الصقلية      | 235                                     | صقلية               | هيباتيا                          | رفضت التقدم الذي أحرزه المسؤولون العسكريون الرومانيون وتعرضت للتعذيب من خلال قطع ثدييها،ثم حكم عليها بالحرق على الوتد ولكن تم إنقاذها بزلزال. ماتت في السجن ومجدتها الكنيسة.هي شفيعة مرضى سرطان الثدي.                |
| أجيلترود           | القرن التاسع                            | إيطاليا             | تروتولا                          | الإمبراطورة الرومانية المقدسة. استخدمت قوتها السياسية لإجبار ابنها لامبيرت الثاني "إمبراطور روماني" على دعم انتخاب البابا ستيفان السادس.                                                                              |
| أغلاونيكي          | ما بين القرن الثاني والرابع قبل الميلاد | اليونان             | أسبازيا                          | يعتقد أنها أول امرأة في الفلك. يمكنها أن تتنبأ بخسوف القمر واتهمت بالسحر. كما يعتقد الناس أن قدرتها على التنبؤ هي في الواقع القدرة على خلق الكسوف.                                                                    |
| أغنيس دي هاركورت   | القرن الثالث عشر                        | فرنسا               | هيلدغارد                         | كتبت أول سيرة عن القديسة إيزابيلا، والتي عملت أيضاً كمساعد شخصي لها. |
| أغنيس الثاني       | 1184                                    | ألمانيا             | هروزفيثا                         | شجعت أغنيس الإبداع الفني ودعمت صناعة الفن الصحي مع إبداعات راهباتها.. |
| أغنيس في بوهيميا   | 1211                                    | بوهيميا             | هيلدغارد                         | الأميرة البوهيمية السابقة التي أسست النظام الديني بورس كلاريس، والدير، والمستشفى. وهي شفيعة "الراعية" بوهيميا. |